# Enrico Gilardi
Enrico Gilardi (nacido el 20 de enero de 1957 (68 años) en Roma, Italia)  es un exjugador italiano de baloncesto. Con 1.93 de estatura, jugaba en la posición de escolta.

## Equipos
- 1975-1976  Lazio Roma
- 1976-1981  Stella Azzurra Roma
- 1981-1987  Virtus Roma
- 1987-1988  Basket Brescia
- 1988-1990 Virtus Roma
- 1990-1991 Napoli Basket

## Palmarés

### Virtus Roma
- LEGA: 1

1983
- Euroliga: 1

1984
- Copa Korać: 1

1986
- Copa intercontinental: 1

1984-85